# USS LST-907
USS LST-907 fue un LST de la armada de los Estados Unidos construido por la Bethlehem-Hingham Shipyard, Inc., Hingham, Massachusetts, que prestó servicio en la Armada de Venezuela como ARV Capana

## Historial
Su quilla fue puesta en grada el 31 de enero de 1944. Fue dado de alta el domingo, 30 de abril de 1944 por el comandante de la Armada de los Estados Unidos M.E .Vangeli. El teniente Dale O. Morgan, USNR, asumió el mando con una tripulación de 8 oficiales y 97 soldados.
En servicio para la armada de los Estados Unidos actuó en las campañas de 1944 Túnez en el norte de África, en la campañas de Italia, participó en la invasión a la costa francesa y así continúa trasportando tropas por las costa mediterráneas hasta 1945 cuando regresa a los Estados Unidos. Donde fue puesto en reserva el 18 de octubre de 1946 y dado de baja el 25 de noviembre de 1946, para ser entregado a la armada de Venezuela y ese mismo día asignado y renombrado como ARV Capana donde prestó servicio como buque de transporte y buque escuela de la Armada venezolana.